# Sorriso
Sorriso là một đô thị thuộc bang Mato Grosso, Brasil. Đô thị này có diện tích 9345,755 km², dân số năm 2007 là 55121 người, mật độ 5,9 người/km².